# Yutyrannus
Yutyrannus („opeřený tyran“) byl rod tyranosauroida, který žil před asi 126 miliony let (v období spodní křídy, geologické stupně barrem až apt) na území dnešní provincie Liao-ning v severovýchodní Číně (souvrství Yixian).

## Popis
Yutyrannus patřil mezi opeřené dinosaury, a je tak největším prokazatelným opeřeným živočichem vůbec (při dospělé délce 7,5 až 9 metrů a hmotnosti v rozmezí 1,1 až 1,4 tuny). Jeho peří bylo jednoduché a vláknité, dosahovalo délky až kolem 20 centimetrů.

## Objev

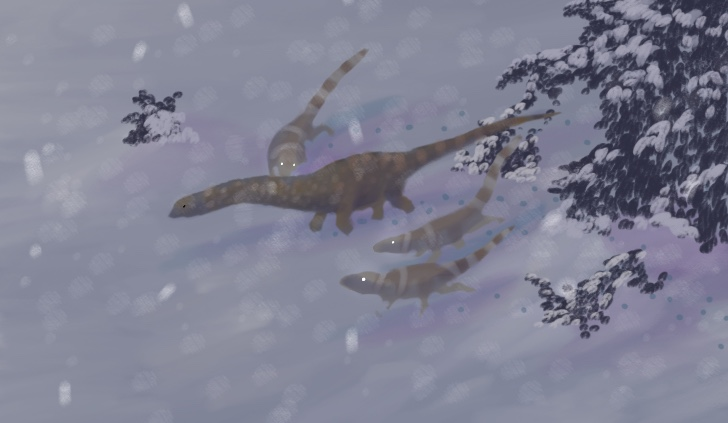
Sauropodní dinosaurus Dongbeititan dongi se brání útoku smečky jutyranů. V zimě mohl v ekosystémech souvrství Yixian padat sníh, což bylo na poměry druhohorní éry velmi neobvyklé.

Dosud byli objeveni tři jedinci tohoto druhu, jeden dospělý a dvě mláďata. Mohli tvořit "rodinnou" smečku, protože jejich fosilie byly objeveny v těsné asociaci. Otisky primitivního vláknitého peří o délce 15 až 20 cm byly objeveny na různých částech těla všech tří exemplářů, mohli tedy být opeření dokonce na celém těle. Zkameněliny jsou velmi dobře zachované a umožňují detailní výzkum anatomie tohoto dinosaura. Protože se jedná o vzdáleného příbuzného mnohem mladšího druhu Tyrannosaurus rex, je možné, že i obří severoamerický teropod byl alespoň na některých částech těla opeřený. V současnosti je považován za zástupce čeledi Proceratosauridae. Dospělec měřil na délku 9 metrů a vážil podle odhadů asi 1,4 tuny (lebka byla dlouhá přes 90 cm), mláďata měřila zhruba 4 až 6 metrů a vážila kolem 500 až 600 kilogramů (jejich lebky byly dlouhé 80 a 63 cm).

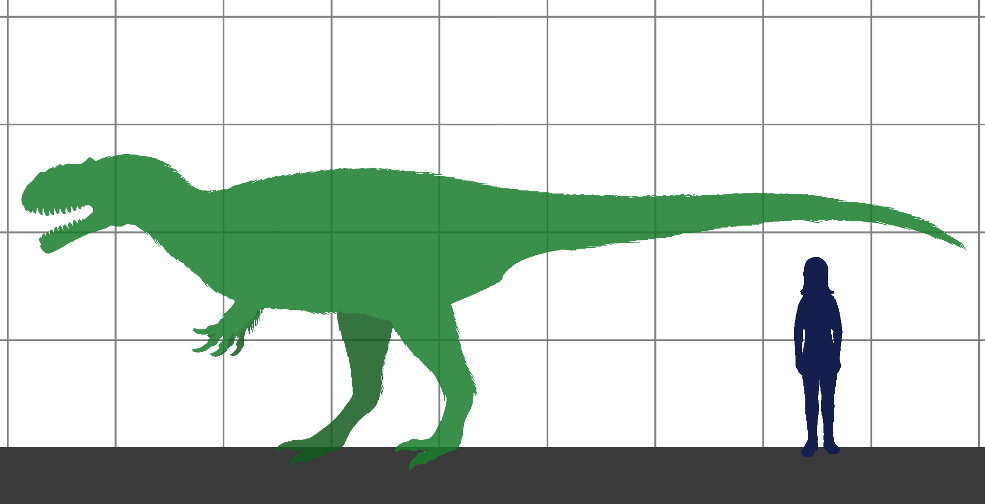
Velikostní srovnání jutyrana a člověka.

## Paleoekologie

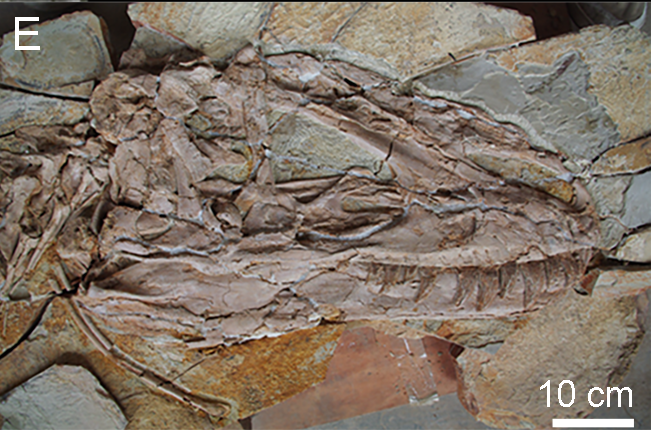
Lebka mladého exempláře ELDM V1001

Jutyranové žili v poměrně hustě zalesněném prostředí s relativně chladným klimatem, kdy průměrné roční teploty dosahovaly jen zhruba 10 °C. V zimě zde byl pravděpodobně sníh a led, se kterým se tito teropodi (stejně jako další dinosauři i jiní živočichové) museli vypořádat. Dokládají to letokruhy na zkamenělých kmenech tehdejších jehličnanů i výzkum izotopů kyslíku v sedimentech souvrství Yixian.
Jaký tělesný pach tento teropod za svého života vydával, už se nejspíš nikdy nedozvíme, protože ve fosilním záznamu se molekuly pachů nezachovávají. Existuje ale hypotetická možnost, že bychom podobnou informaci mohli získat analýzou velmi dobře dochovaných vzorků fosilií v budoucnosti.
V roce 2025 byla publikována odborná práce o fosilní sérii stop z Číny, která mohla být vytvořena právě mladým jedincem (odrostlejším mládětem tyranosaurida druhu Yutyrannus huali s výškou hřbetu 1,13 až 1,35 metru). Série má délku téměř 70 metrů a její původce zde kráčel průměrnou rychlostí 5,3 km/h (1,5 m/s). Jednalo se ale o velmi hbitého a rychlého tvora, jehož maximální rychlost běhu mohla dle výpočtů dosáhnout až 58,7 km/h (16,3 m/s).